# Pierpaolo Verga
Pierpaolo Verga (Roma, 21 gennaio 1982) è un produttore cinematografico italiano.

## Biografia
Con il regista Edoardo De Angelis fonda nei primi anni del dieci la casa cinematografica "'O'Groove", di cui diviene amministratore delegato. Nel 2014 è il produttore esecutivo di Perez., diretto da De Angelis. La collaborazione prosegue con Indivisibili del 2016, col quale si aggiudica il premio David di Donatello.

## Filmografia
- Perez.. regia di Edoardo De Angelis (2014)
- Indivisibili, regia di Edoardo De Angelis (2016)
- Il vizio della speranza, regia di Edoardo De Angelis (2018)
- Una femmina, regia di Francesco Costabile (2022)
- Comandante, regia di Edoardo De Angelis (2023)
- Champagne - Peppino di Capri, regia di Cinzia TH Torrini – film TV (2025)

## Riconoscimenti
- David di Donatello
  - David di Donatello per il miglior produttore: 2017 per Indivisibili